# Eqalugaarsuit
Eqalugaarsuit [ɜˌqaluˈɣɑːsːuit] (nach alter Rechtschreibung Eĸalugârssuit) ist eine grönländische Siedlung in der Kommune Kujalleq im Distrikt Qaqortoq.

## Lage
Eqalugaarsuit liegt an der Südinsel der Insel Kangeq am Fjordkomplex Kangerluarsorujuk, an dem auch elf Kilometer südwestlich Saarloq befindet, sowie am Ende des Fjords die Schäfersiedlungen Kangerluarsorujuk und Kangerluarsorujuup Qinngua liegen. Der Distrikthauptort Qaqortoq liegt zwölf Kilometer nordwestlich. Eqalugaarsuit besteht aus einem etwa 500 m breiten Festlandabschnitt und einer etwa 600 × 100 m messenden Halbinsel, dem Eqalugaarsuit Nuuat (Kap von Eqalugaarsuit).

## Geschichte
Eqalugaarsuit wurde in den 1920er Jahren besiedelt. Wegen der guten Fischgründe wurde in Eqalugaarsuit ein 240 m² großes Fischhaus gebaut, das dreimal so groß wie das in Saarloq war, wobei die Erträge letztlich der Gebäudegröße nicht gerecht werden konnte. 1930 wurden 26 Einwohner gezählt und 1940 waren es knapp doppelt so viele. 1938 oder 1947 wurde eine Schulkapelle gebaut. 1950 war die Zahl auf 161 Personen gestiegen. 1952 erhielt Eqalugaarsuit den Status eines Udsteds. 1963 wurde eine Telestation errichtet und 1964 eine kleine Hafenanlage. 1966 gab es sechs Schäfer mit zusammen rund 500 Schafen in Eqalugaarsuit, aber rund 97 % der Einnahmen stammten aus der Fischerei. 1963 lebten 216 Menschen im Ort. Bis 1970 war sie aber auf 157 gesunken.

## Wirtschaft
Den größten Wirtschaftsfaktor bietet in Eqalugaarsuit dem Namen entsprechend die Fischerei. Die Fischfabrik ist zwar seit 2006 stillgelegt, einher ging jedoch der Versuch einer Seetangtrocknungsfabrik als Nahrungs- und Schaffuttermittel. Bereits nach wenigen Jahren wurde das wieder aufgegeben, stattdessen wurde die Fabrik ab 2010 auf Trockenfischproduktion aus Uugaq und Dorsch sowie auf die Produktion von Rogen vom Steinbeißer ausgelegt. Mittlerweile wird nur noch Trockenfisch produziert. Zudem wird Seehundfell nach Qaqortoq gebracht und dort vertrieben. Eqalugaarsuit bietet außerdem Kapazitäten für Tourismus.

## Infrastruktur und Versorgung
Im Ort befinden sich mehrere Hafenbauwerke: Ein Pontonsteg, ein fester Steg sowie ein Kai für die Fischfabrik. Die Wege in Eqalugaarsuit bestehen aus altem Asphalt, aus Kies und Schotter oder neuerdings aus gefliesten Gehwegen. Autos gibt es keine, die einzigen motorisierten Fahrzeuge sind Traktoren, Quads und ein Kran. Der Heliport Eqalugaarsuit auf dem Halbinsel ermöglicht Luftverkehr mit der Umgebung.
Müll wird verbrannt oder deponiert, Sondermüll über Qaqortoq nach Dänemark gebracht. Nukissiorfiit versorgt den Ort mit einem 2003 erneuerten Dieselkraftwerk und 2006 erneuerten Stromleitungen mit Elektrizität. Ein kleiner vom Eqalugaarsuit Kuuat (Fluss von Eqalugaarsuit) durchflossener See versorgt seit 2016 den Ort mit Trinkwasser. Ein kleines Wasserwerk soll errichtet werden, um die Wasserqualität zu verbessern. Ölheizungen wärmen die Häuser in Eqalugaarsuit.

## Bebauung
Eqalugaarsuit hat eine Pilersuisoq-Filiale. Ein privater Laden wurde mittlerweile geschlossen. Es gibt eine Kirche, einen Friedhof, ein Servicegebäude, ein Feuerwehrhaus, ein Altenheim, einen Fußballplatz sowie die Schule Daanialiup Atuarfia, an der 2016 vier Schüler unterrichtet wurden. Fast ein Drittel der Gebäude in Eqalugaarsuit stehen leer.

## Sport
Der 1966 gegründete Fußballverein E-66 Eqalugaarsuit nahm 1991 an der Grönländischen Fußballmeisterschaft teil.

## Bevölkerungsentwicklung
Die Einwohnerzahl von Eqalugaarsuit ist stark rückläufig. In den letzten 25 Jahren hat sich die Bevölkerung mehr als gedrittelt.